# Arco del Purús

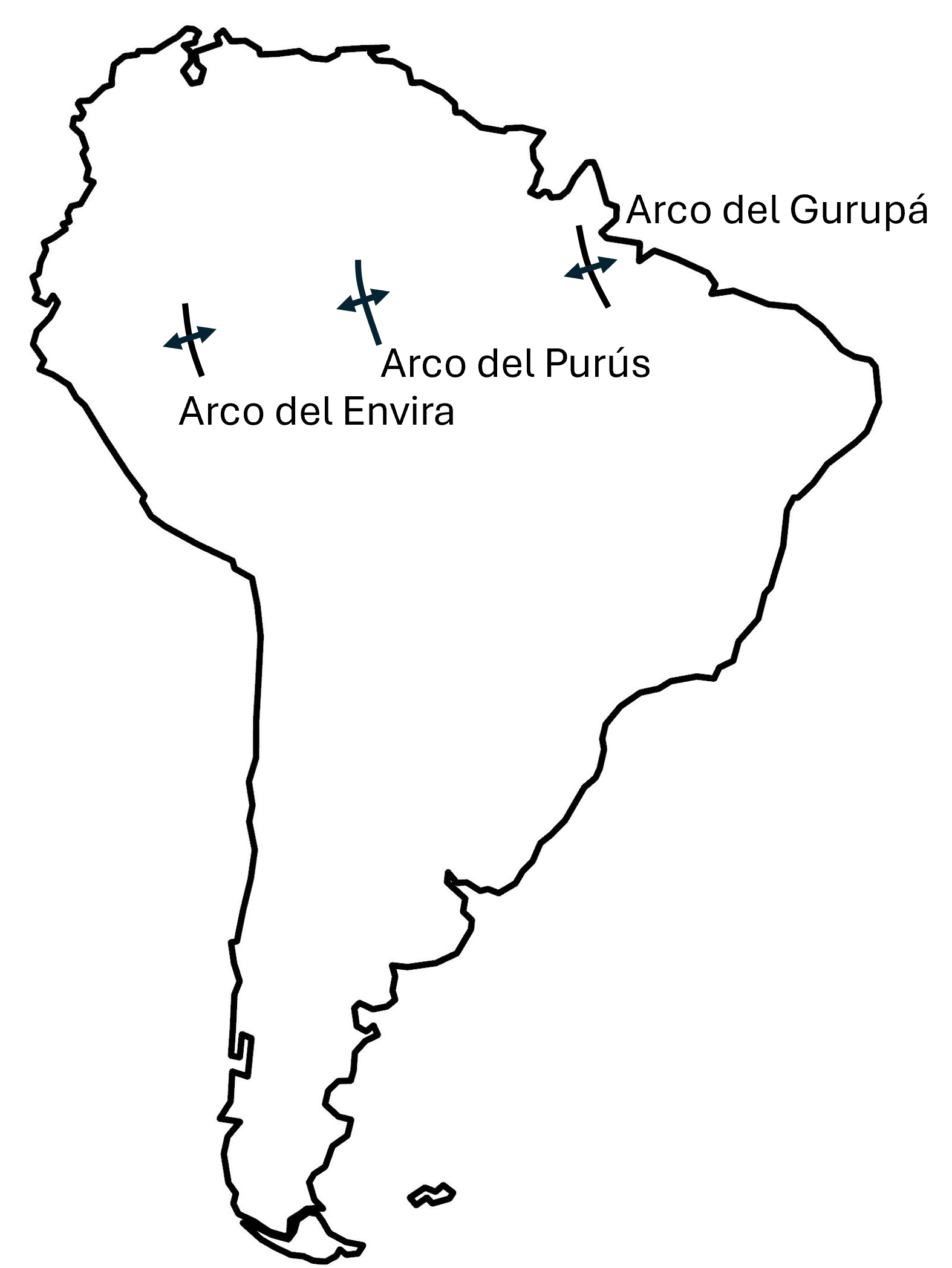
Mapa de los principales arcos geológicos en la Amazonia

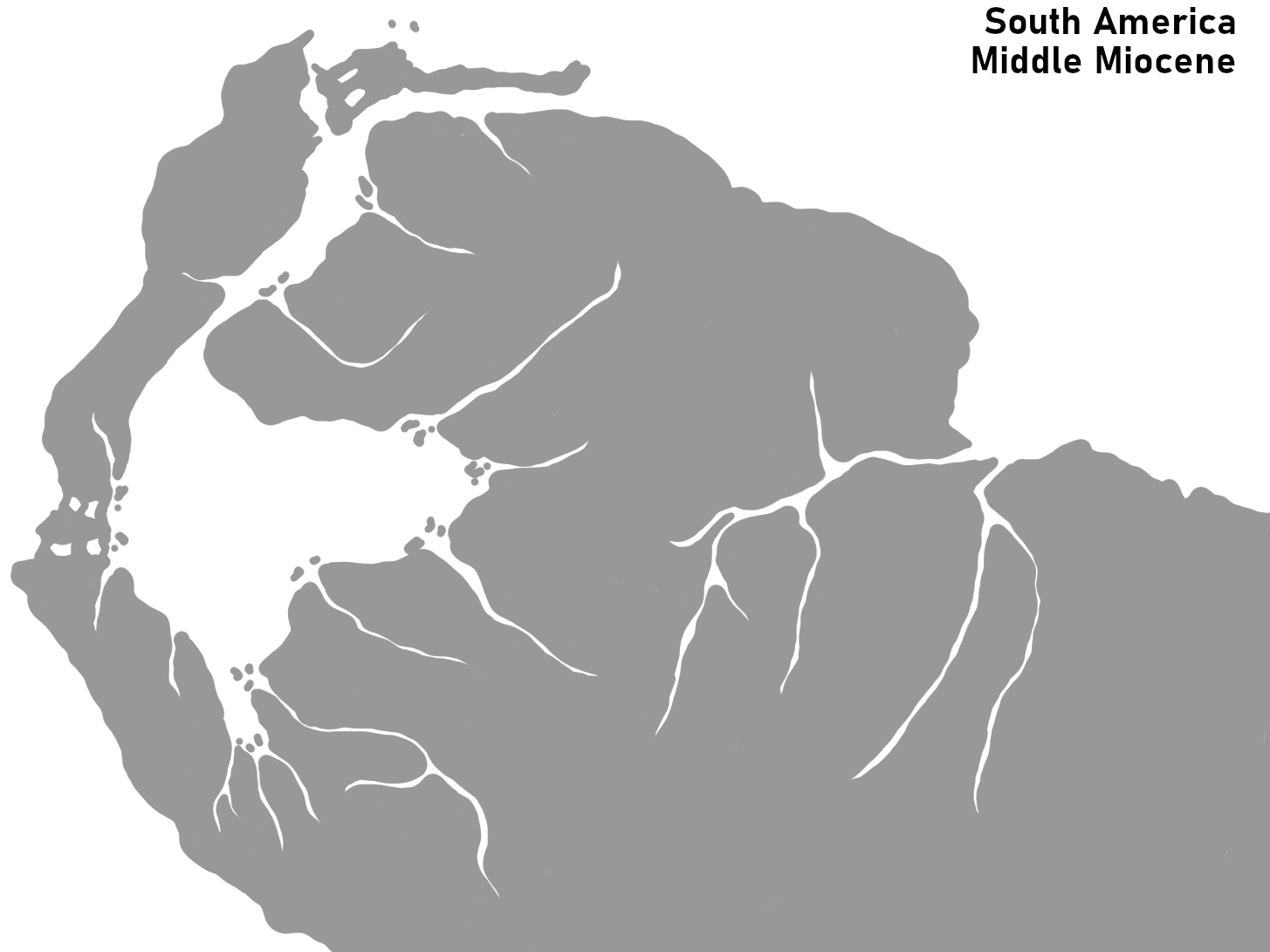
Reconstrucción paleogeográfica que muestra al arco de Purus separando al sistema de humedales y lagos de Pebas en en la Amazonia occidental de la Amazonia oriental durante el Mioceno medio.

El Arco de Purús (en portugués: Arco do Purus) es un alto de basamento en Brasil que constituye el límite occidental moderno de la cuenca sedimentaria del Amazonas y el límite oriental de la cuenca del Solimões. Se cree que el Arco de Purús es un antigua fosa tectónica de la era del Proterozoico medio que se invirtió en el Proterozoico tardío.
Aunque no es evidente, hoy el Arco de Purús cruza el río Amazonas cerca de la desembocadura del río Purús. Después de la ruptura del arco hace unos 8-10 millones de años, las partes occidental (cf. Megahumedal de Pebas) y oriental de la actual cuenca amazónica se convirtieron en una cuenca hidrográfica unificada, que ha sido determinante para la biogeografía de muchos organismos acuáticos de la región.